# Conocardium
Genre
Conocardium est un genre fossile de mollusques de la classe éteinte des Rostroconchia.

## Liste des espèces
Selon GBIF (30 mars 2023) :
- Cardium ferox (Dana, 1849)
- Cardium lyelli (d'Archiac & de Verneuil, 1842)
- Cardium uralicum (de Verneuil, 1845)
- Cardium villmarense (d'Archiac & de Verneuil, 1842)
- Conocardium acadianum Dawson, 1891
- Conocardium aliforme (J.de C.Sowerby, 1827)
- Conocardium altum Keyes, 1888
- Conocardium aquisgranense Beushausen, 1895
- Conocardium blumenbachi Billings, 1859
- Conocardium clipeoforme Wanner, 1922
- Conocardium cresswelli Talent & Philip, 1956
- Conocardium cuneum
- Conocardium decussatum Etheridge, 1873
- Conocardium elongatum (J.Sowerby, 1815)
- Conocardium eximum de Koninck, 1885
- Conocardium formosum Hoare, 2002
- Conocardium frater Whidborne, 1896
- Conocardium fusiformis M'Coy, 1844
- Conocardium gogoensis Fletcher, 1943
- Conocardium gympiense Fletcher, 1943
- Conocardium hainense Maurer, 1885
- Conocardium immatura Billings, 1865
- Conocardium incarceratum Clarke, 1907
- Conocardium inceptum Hall, 1859
- Conocardium japonicum Nishida, 1968
- Conocardium longipennis (Brown, 1843)
- Conocardium nexile Branson, 1942
- Conocardium oehlerti Barrois, 1889
- Conocardium philipsii d'Orbigny, 1850
- Conocardium plinthinatus Branson, 1942
- Conocardium prunum Barrande, 1881
- Conocardium pseudobellum Pojeta & Runnegar, 1976
- Conocardium regulare de Koninck, 1885
- Conocardium renardi de Koninck, 1885
- Conocardium retusum Maurer, 1885
- Conocardium richmondense Foerste, 1910
- Conocardium securiforme Roemer, 1855
- Conocardium sibleyense La Rocque, 1948
- Conocardium sowerbyi de Koninck, 1876
- Conocardium spinalatum Rowley, 1900
- Conocardium superstes Healey, 1908
- Conocardium tripartitum Branson, 1942
- Conocardium truncata Pohl, 1929
- Conocardium truncatum Fletcher, 1943
- Conocardium ventriculosum Branson, 1942
- Conocardium villmarense
- Pleurorhynchus armatus (Phillips, 1836)
- Pleurorhynchus fusiformis (M'Coy, 1844)
- Pleurorhynchus inflatus (M'Coy, 1844)

## Classification
Le nom valide complet (avec auteur) de ce taxon est Conocardium Bronn, 1835.

### Publication originale
- (de) H. G. Bronn, 1835, Lethaea Geognostica, oder Abbildungen und Beschreibungen der für die Gebirgs-Formationem bezeichnensten Versteinerungen, vol. 1 (lire en ligne).